# Стигмергія
Стигмергія (від дав.-гр. στίγμα — знак, мітка, і дав.-гр. ἔργον — дія, робота) — механізм спонтанної непрямої взаємодії між особинами, що полягає в залишенні особинами в навколишньому середовищі міток, які стимулюють подальшу активність інших особин.
Стигмергія є однією з форм самоорганізації, яка створює складні, здавалося б, інтелектуальні структури, але без будь-якого планування, контролю, чи навіть прямого зв'язку між особинами. Як така, вона підтримує ефективну співпрацю між надзвичайно простими особинами, у яких немає пам'яті, інтелекту або навіть обізнаності один про одного. Передбачається, що стигмергія є децентралізованою мережевою властивістю колективної взаємодії термітів.